# San Antonio de las Alazanas
San Antonio de las Alazanas es una localidad del estado mexicano de Coahuila. Es parte del municipio de Arteaga.

## Toponimia
El nombre «San Antonio» hace referencia al santo patrono de la localidad: Antonio de Padua.

## Demografía
| Gráfica de evolución demográfica |
|                                  |

| Censo | Población |
| ----- | --------- |
| 1900  | 909       |
| 1910  | 807       |
| 1921  | 840       |
| 1930  | 831       |
| 1940  | 1 512     |
| 1950  | 1 511     |
| 1960  | 1 367     |
| 1970  | 1 820     |
| 1980  | 2 058     |
| 1990  | 1 931     |
| 2000  | 2 125     |
| 2010  | 2 425     |
| 2020  | 2 576     |